# Politiker
 Denne artikel omhandler overvejende eller alene danske forhold. Hjælp gerne med at gøre artiklen mere almen.
En politiker er en person, der er aktiv i partipolitik eller en person, der har, eller ønsker, et politisk embede.
I Danmark betegner ordet politiker egentlig kun folketingsmedlemmer, ministre og EU-parlamentarikere, regionsrådsmedlemmer og byrådsmedlemmer.[kilde mangler] Der er dog i øjeblikket en tendens til, at ordet også bruges om nogle eller ligefrem alle, der beskæftiger sig med politik som kandidat, medarbejder, aktivist eller med interne tillidshverv i et parti.
Et medlem af Folketinget tjener 532.507 kr. om året plus tillæg.[kilde mangler] Kommunalpolitikere får et vederlag, der er fastlagt af Indenrigsministeriet. Byrådsmedlemmerne får et fast vederlag på ca. 60.000 kr. årligt.[kilde mangler] I magistratskommunerne Århus, Odense, Aalborg og Frederiksberg er dette vederlag dog 70.000 kr.,[kilde mangler] og for medlemmer af Københavns Borgerrepræsentation udgør vederlaget ca. 80.000 kr.[kilde mangler] Undersøgelser viser, at byrådsmedlemmerne i gennemsnit bruger 15 timer om ugen på at varetage deres hverv.[kilde mangler]